# IX. konstitutionelle Regierung Osttimors
Die IX. konstitutionelle Regierung Osttimors (portugiesisch IX Governo Constitucional, tetum VIII Governu Konstitusionál) ist die neunte Regierung Osttimors seit der Entlassung Osttimors in die Unabhängigkeit am 20. Mai 2002. Sie wird am 1. Juli 2023 vereidigt werden. Regierungschef ist Xanana Gusmão (CNRT), der bereits zwischen 2007 und 2015 Premierminister und davor zwischen 2002 und 2007 Staatspräsident war. Die Regierung stützt sich auf eine Koalition aus Gusmãos Congresso Nacional da Reconstrução Timorense (CNRT) und der Partido Democrático (PD).

## Organigramm der IX. Regierung
|                                                                |                                                                |                                                                |                                                                |                                                                         |                                                                         |                                                                         |                                                                         |                                                                         |                                                                         |                                                       |                                                       |                                                       |                                                       |  |  |                                            |                                            |                                            |                                            |                                            |                                            |  |  |                                                                     |                                                                     |                                                                     |                                                                     |                                                                     |                                                                     |  |  |                                                                |                                                                |                                                                |                                                                |                                                                |                                                                |  |  |                                                                          |                                                                          |                                                                          |                                                                          |                                                                          |                                                                          |                                                         |                                                         |                                                              |                                                              |                                                              |                                                              |                                                                                |                                                                                |                                                                                |                                                                                |                                                                                |                                                                                |                                     |                                     |                                                                       |                                                                       |                                                                       |                                                                       |                                                                       |                                                                       |                                                                                            |                                                                                            |                                                                                            |                                                                                            |                                                                                            |                                                                                            |                                                                                    |                                                                                    |                                                                                     |                                                                                     |                                                                                     |                                                                                     |                                                                                     |                                                                                     |                                                                |                                                                |                                                                                               |                                                                                               |                                                                                               |                                                                                               | Premierminister Xanana Gusmão                                                                 |                                                                                               |  |  |                                                                                         |                                                                                         |                                                                                         |                                                                                         |                                                                                         |                                                                                         |                                   |                                   |                                                                  |                                                                  |                                                                  |                                                                  |                                                                  |                                                                  |  |  |                                                               |                                                               |                                                                                                 |                                                                                                 |                                                                                                 |                                                                                                 |                                                                                                 |                                                                                                 |                                                                                      |                                                                                      |                                                                                      |                                                                                      |                                                                                      |                                                                                      |  |  |                                                    |                                                    |                                                    |                                                    |                                                    |                                                    |  |  |                                                      |                                                      |                                                      |                                                      |                                                      |                                                      |  |  |                                                      |                                                      |                                                      |                                                      |                                                      |                                                      |  |  |                                                                     |                                                                     |                                                                     |                                                                     |                                                                     |                                                                     |  |  |                                                                   |                                                                   |                                                                   |                                                                   |                                                                   |                                                                   |  |  |                                                                      |                                                                      |                                                                      |                                                                      |                                                                      |                                                                      |  |  |  |  |  |  |  |  |  |  |  |  |  |  |  |  |  |  |  |  |  |  |  |  |  |  |  |  |  |  |  |  |  |  |  |  |  |  |  |  |  |  |  |  |  |  |  |  |  |  |  |  |  |  |  |  |  |  |  |  |  |  |  |  |  |  |  |  |  |  |  |  |  |  |  |  |  |  |  |  |  |  |  |  |  |  |  |  |  |  |  |  |  |  |  |  |  |  |  |  |  |  |  |  |  |  |  |  |  |  |  |  |  |  |
|                                                                |                                                                |                                                                |                                                                |                                                                         |                                                                         |                                                                         |                                                                         |                                                                         |                                                                         |                                                       |                                                       |                                                       |                                                       |  |  |                                            |                                            |                                            |                                            |                                            |                                            |  |  |                                                                     |                                                                     |                                                                     |                                                                     |                                                                     |                                                                     |  |  |                                                                |                                                                |                                                                |                                                                |                                                                |                                                                |  |  |                                                                          |                                                                          |                                                                          |                                                                          |                                                                          |                                                                          |                                                         |                                                         |                                                              |                                                              |                                                              |                                                              |                                                                                |                                                                                |                                                                                |                                                                                |                                                                                |                                                                                |                                     |                                     |                                                                       |                                                                       |                                                                       |                                                                       |                                                                       |                                                                       |                                                                                            |                                                                                            |                                                                                            |                                                                                            |                                                                                            |                                                                                            |                                                                                    |                                                                                    |                                                                                     |                                                                                     |                                                                                     |                                                                                     |                                                                                     |                                                                                     |                                                                |                                                                |                                                                                               |                                                                                               |                                                                                               |                                                                                               |                                                                                               |                                                                                               |  |  |                                                                                         |                                                                                         |                                                                                         |                                                                                         |                                                                                         |                                                                                         |                                   |                                   |                                                                  |                                                                  |                                                                  |                                                                  |                                                                  |                                                                  |  |  |                                                               |                                                               |                                                                                                 |                                                                                                 |                                                                                                 |                                                                                                 |                                                                                                 |                                                                                                 |                                                                                      |                                                                                      |                                                                                      |                                                                                      |                                                                                      |                                                                                      |  |  |                                                    |                                                    |                                                    |                                                    |                                                    |                                                    |  |  |                                                      |                                                      |                                                      |                                                      |                                                      |                                                      |  |  |                                                      |                                                      |                                                      |                                                      |                                                      |                                                      |  |  |                                                                     |                                                                     |                                                                     |                                                                     |                                                                     |                                                                     |  |  |                                                                   |                                                                   |                                                                   |                                                                   |                                                                   |                                                                   |  |  |                                                                      |                                                                      |                                                                      |                                                                      |                                                                      |                                                                      |  |  |  |  |  |  |  |  |  |  |  |  |  |  |  |  |  |  |  |  |  |  |  |  |  |  |  |  |  |  |  |  |  |  |  |  |  |  |  |  |  |  |  |  |  |  |  |  |  |  |  |  |  |  |  |  |  |  |  |  |  |  |  |  |  |  |  |  |  |  |  |  |  |  |  |  |  |  |  |  |  |  |  |  |  |  |  |  |  |  |  |  |  |  |  |  |  |  |  |  |  |  |  |  |  |  |  |  |  |  |  |  |  |  |
|                                                                |                                                                |                                                                |                                                                |                                                                         |                                                                         |                                                                         |                                                                         |                                                                         |                                                                         |                                                       |                                                       |                                                       |                                                       |  |  |                                            |                                            |                                            |                                            |                                            |                                            |  |  |                                                                     |                                                                     |                                                                     |                                                                     |                                                                     |                                                                     |  |  |                                                                |                                                                |                                                                |                                                                |                                                                |                                                                |  |  |                                                                          |                                                                          |                                                                          |                                                                          |                                                                          |                                                                          |                                                         |                                                         |                                                              |                                                              |                                                              |                                                              |                                                                                |                                                                                |                                                                                |                                                                                |                                                                                |                                                                                |                                     |                                     |                                                                       |                                                                       |                                                                       |                                                                       |                                                                       |                                                                       |                                                                                            |                                                                                            |                                                                                            |                                                                                            |                                                                                            |                                                                                            |                                                                                    |                                                                                    |                                                                                     |                                                                                     |                                                                                     |                                                                                     |                                                                                     |                                                                                     |                                                                |                                                                |                                                                                               |                                                                                               |                                                                                               |                                                                                               |                                                                                               |                                                                                               |  |  |                                                                                         |                                                                                         |                                                                                         |                                                                                         |                                                                                         |                                                                                         |                                   |                                   |                                                                  |                                                                  |                                                                  |                                                                  |                                                                  |                                                                  |  |  |                                                               |                                                               |                                                                                                 |                                                                                                 |                                                                                                 |                                                                                                 |                                                                                                 |                                                                                                 |                                                                                      |                                                                                      |                                                                                      |                                                                                      |                                                                                      |                                                                                      |  |  |                                                    |                                                    |                                                    |                                                    |                                                    |                                                    |  |  |                                                      |                                                      |                                                      |                                                      |                                                      |                                                      |  |  |                                                      |                                                      |                                                      |                                                      |                                                      |                                                      |  |  |                                                                     |                                                                     |                                                                     |                                                                     |                                                                     |                                                                     |  |  |                                                                   |                                                                   |                                                                   |                                                                   |                                                                   |                                                                   |  |  |                                                                      |                                                                      |                                                                      |                                                                      |                                                                      |                                                                      |  |  |  |  |  |  |  |  |  |  |  |  |  |  |  |  |  |  |  |  |  |  |  |  |  |  |  |  |  |  |  |  |  |  |  |  |  |  |  |  |  |  |  |  |  |  |  |  |  |  |  |  |  |  |  |  |  |  |  |  |  |  |  |  |  |  |  |  |  |  |  |  |  |  |  |  |  |  |  |  |  |  |  |  |  |  |  |  |  |  |  |  |  |  |  |  |  |  |  |  |  |  |  |  |  |  |  |  |  |  |  |  |  |  |
|                                                                |                                                                |                                                                |                                                                |                                                                         |                                                                         |                                                                         |                                                                         |                                                                         |                                                                         |                                                       |                                                       |                                                       |                                                       |  |  |                                            |                                            |                                            |                                            |                                            |                                            |  |  |                                                                     |                                                                     |                                                                     |                                                                     |                                                                     |                                                                     |  |  |                                                                |                                                                |                                                                |                                                                |                                                                |                                                                |  |  |                                                                          |                                                                          |                                                                          |                                                                          |                                                                          |                                                                          |                                                         |                                                         |                                                              |                                                              |                                                              |                                                              |                                                                                |                                                                                |                                                                                |                                                                                |                                                                                |                                                                                |                                     |                                     |                                                                       |                                                                       |                                                                       |                                                                       |                                                                       |                                                                       |                                                                                            |                                                                                            |                                                                                            |                                                                                            |                                                                                            |                                                                                            |                                                                                    |                                                                                    |                                                                                     |                                                                                     | Stellvertretender Premierminister                                                   | Stellvertretender Premierminister                                                   | Stellvertretender Premierminister                                                   | Stellvertretender Premierminister                                                   | Stellvertretender Premierminister                              | Stellvertretender Premierminister                              |                                                                                               |                                                                                               |                                                                                               |                                                                                               |                                                                                               |                                                                                               |  |  |                                                                                         |                                                                                         |                                                                                         |                                                                                         |                                                                                         |                                                                                         | Stellvertretender Premierminister | Stellvertretender Premierminister | Stellvertretender Premierminister                                | Stellvertretender Premierminister                                | Stellvertretender Premierminister                                | Stellvertretender Premierminister                                |                                                                  |                                                                  |  |  |                                                               |                                                               |                                                                                                 |                                                                                                 |                                                                                                 |                                                                                                 |                                                                                                 |                                                                                                 |                                                                                      |                                                                                      |                                                                                      |                                                                                      |                                                                                      |                                                                                      |  |  |                                                    |                                                    |                                                    |                                                    |                                                    |                                                    |  |  |                                                      |                                                      |                                                      |                                                      |                                                      |                                                      |  |  |                                                      |                                                      |                                                      |                                                      |                                                      |                                                      |  |  |                                                                     |                                                                     |                                                                     |                                                                     |                                                                     |                                                                     |  |  |                                                                   |                                                                   |                                                                   |                                                                   |                                                                   |                                                                   |  |  |                                                                      |                                                                      |                                                                      |                                                                      |                                                                      |                                                                      |  |  |  |  |  |  |  |  |  |  |  |  |  |  |  |  |  |  |  |  |  |  |  |  |  |  |  |  |  |  |  |  |  |  |  |  |  |  |  |  |  |  |  |  |  |  |  |  |  |  |  |  |  |  |  |  |  |  |  |  |  |  |  |  |  |  |  |  |  |  |  |  |  |  |  |  |  |  |  |  |  |  |  |  |  |  |  |  |  |  |  |  |  |  |  |  |  |  |  |  |  |  |  |  |  |  |  |  |  |  |  |  |  |  |
|                                                                |                                                                |                                                                |                                                                |                                                                         |                                                                         |                                                                         |                                                                         |                                                                         |                                                                         |                                                       |                                                       |                                                       |                                                       |  |  |                                            |                                            |                                            |                                            |                                            |                                            |  |  |                                                                     |                                                                     |                                                                     |                                                                     |                                                                     |                                                                     |  |  |                                                                |                                                                |                                                                |                                                                |                                                                |                                                                |  |  |                                                                          |                                                                          |                                                                          |                                                                          |                                                                          |                                                                          |                                                         |                                                         |                                                              |                                                              |                                                              |                                                              |                                                                                |                                                                                |                                                                                |                                                                                |                                                                                |                                                                                |                                     |                                     |                                                                       |                                                                       |                                                                       |                                                                       |                                                                       |                                                                       |                                                                                            |                                                                                            |                                                                                            |                                                                                            |                                                                                            |                                                                                            |                                                                                    |                                                                                    |                                                                                     |                                                                                     | Stellvertretender Premierminister                                                   | Stellvertretender Premierminister                                                   | Stellvertretender Premierminister                                                   | Stellvertretender Premierminister                                                   | Stellvertretender Premierminister                              | Stellvertretender Premierminister                              | Koordinierender Minister für Wirtschaft, Minister für Tourismus und Umwelt Francisco Kalbuadi | Koordinierender Minister für Wirtschaft, Minister für Tourismus und Umwelt Francisco Kalbuadi | Koordinierender Minister für Wirtschaft, Minister für Tourismus und Umwelt Francisco Kalbuadi | Koordinierender Minister für Wirtschaft, Minister für Tourismus und Umwelt Francisco Kalbuadi | Koordinierender Minister für Wirtschaft, Minister für Tourismus und Umwelt Francisco Kalbuadi | Koordinierender Minister für Wirtschaft, Minister für Tourismus und Umwelt Francisco Kalbuadi |  |  |                                                                                         |                                                                                         |                                                                                         |                                                                                         |                                                                                         |                                                                                         | Stellvertretender Premierminister | Stellvertretender Premierminister | Stellvertretender Premierminister                                | Stellvertretender Premierminister                                | Stellvertretender Premierminister                                | Stellvertretender Premierminister                                |                                                                  |                                                                  |  |  |                                                               |                                                               | koordinierender Minister für Angelegenheiten der ländlichen Entwicklung Mariano Assanami Sabino | koordinierender Minister für Angelegenheiten der ländlichen Entwicklung Mariano Assanami Sabino | koordinierender Minister für Angelegenheiten der ländlichen Entwicklung Mariano Assanami Sabino | koordinierender Minister für Angelegenheiten der ländlichen Entwicklung Mariano Assanami Sabino | koordinierender Minister für Angelegenheiten der ländlichen Entwicklung Mariano Assanami Sabino | koordinierender Minister für Angelegenheiten der ländlichen Entwicklung Mariano Assanami Sabino |                                                                                      |                                                                                      |                                                                                      |                                                                                      |                                                                                      |                                                                                      |  |  |                                                    |                                                    |                                                    |                                                    |                                                    |                                                    |  |  |                                                      |                                                      |                                                      |                                                      |                                                      |                                                      |  |  |                                                      |                                                      |                                                      |                                                      |                                                      |                                                      |  |  |                                                                     |                                                                     |                                                                     |                                                                     |                                                                     |                                                                     |  |  |                                                                   |                                                                   |                                                                   |                                                                   |                                                                   |                                                                   |  |  |                                                                      |                                                                      |                                                                      |                                                                      |                                                                      |                                                                      |  |  |  |  |  |  |  |  |  |  |  |  |  |  |  |  |  |  |  |  |  |  |  |  |  |  |  |  |  |  |  |  |  |  |  |  |  |  |  |  |  |  |  |  |  |  |  |  |  |  |  |  |  |  |  |  |  |  |  |  |  |  |  |  |  |  |  |  |  |  |  |  |  |  |  |  |  |  |  |  |  |  |  |  |  |  |  |  |  |  |  |  |  |  |  |  |  |  |  |  |  |  |  |  |  |  |  |  |  |  |  |  |  |  |
|                                                                |                                                                |                                                                |                                                                |                                                                         |                                                                         |                                                                         |                                                                         |                                                                         |                                                                         |                                                       |                                                       |                                                       |                                                       |  |  |                                            |                                            |                                            |                                            |                                            |                                            |  |  |                                                                     |                                                                     |                                                                     |                                                                     |                                                                     |                                                                     |  |  |                                                                |                                                                |                                                                |                                                                |                                                                |                                                                |  |  |                                                                          |                                                                          |                                                                          |                                                                          |                                                                          |                                                                          |                                                         |                                                         |                                                              |                                                              |                                                              |                                                              |                                                                                |                                                                                |                                                                                |                                                                                |                                                                                |                                                                                |                                     |                                     |                                                                       |                                                                       |                                                                       |                                                                       |                                                                       |                                                                       |                                                                                            |                                                                                            |                                                                                            |                                                                                            |                                                                                            |                                                                                            |                                                                                    |                                                                                    |                                                                                     |                                                                                     |                                                                                     |                                                                                     |                                                                                     |                                                                                     |                                                                |                                                                | Koordinierender Minister für Wirtschaft, Minister für Tourismus und Umwelt Francisco Kalbuadi | Koordinierender Minister für Wirtschaft, Minister für Tourismus und Umwelt Francisco Kalbuadi | Koordinierender Minister für Wirtschaft, Minister für Tourismus und Umwelt Francisco Kalbuadi | Koordinierender Minister für Wirtschaft, Minister für Tourismus und Umwelt Francisco Kalbuadi | Koordinierender Minister für Wirtschaft, Minister für Tourismus und Umwelt Francisco Kalbuadi | Koordinierender Minister für Wirtschaft, Minister für Tourismus und Umwelt Francisco Kalbuadi |  |  |                                                                                         |                                                                                         |                                                                                         |                                                                                         |                                                                                         |                                                                                         |                                   |                                   |                                                                  |                                                                  |                                                                  |                                                                  |                                                                  |                                                                  |  |  |                                                               |                                                               | koordinierender Minister für Angelegenheiten der ländlichen Entwicklung Mariano Assanami Sabino | koordinierender Minister für Angelegenheiten der ländlichen Entwicklung Mariano Assanami Sabino | koordinierender Minister für Angelegenheiten der ländlichen Entwicklung Mariano Assanami Sabino | koordinierender Minister für Angelegenheiten der ländlichen Entwicklung Mariano Assanami Sabino | koordinierender Minister für Angelegenheiten der ländlichen Entwicklung Mariano Assanami Sabino | koordinierender Minister für Angelegenheiten der ländlichen Entwicklung Mariano Assanami Sabino |                                                                                      |                                                                                      |                                                                                      |                                                                                      |                                                                                      |                                                                                      |  |  |                                                    |                                                    |                                                    |                                                    |                                                    |                                                    |  |  |                                                      |                                                      |                                                      |                                                      |                                                      |                                                      |  |  |                                                      |                                                      |                                                      |                                                      |                                                      |                                                      |  |  |                                                                     |                                                                     |                                                                     |                                                                     |                                                                     |                                                                     |  |  |                                                                   |                                                                   |                                                                   |                                                                   |                                                                   |                                                                   |  |  |                                                                      |                                                                      |                                                                      |                                                                      |                                                                      |                                                                      |  |  |  |  |  |  |  |  |  |  |  |  |  |  |  |  |  |  |  |  |  |  |  |  |  |  |  |  |  |  |  |  |  |  |  |  |  |  |  |  |  |  |  |  |  |  |  |  |  |  |  |  |  |  |  |  |  |  |  |  |  |  |  |  |  |  |  |  |  |  |  |  |  |  |  |  |  |  |  |  |  |  |  |  |  |  |  |  |  |  |  |  |  |  |  |  |  |  |  |  |  |  |  |  |  |  |  |  |  |  |  |  |  |  |
|                                                                |                                                                |                                                                |                                                                |                                                                         |                                                                         |                                                                         |                                                                         |                                                                         |                                                                         |                                                       |                                                       |                                                       |                                                       |  |  |                                            |                                            |                                            |                                            |                                            |                                            |  |  |                                                                     |                                                                     |                                                                     |                                                                     |                                                                     |                                                                     |  |  |                                                                |                                                                |                                                                |                                                                |                                                                |                                                                |  |  |                                                                          |                                                                          |                                                                          |                                                                          |                                                                          |                                                                          |                                                         |                                                         |                                                              |                                                              |                                                              |                                                              |                                                                                |                                                                                |                                                                                |                                                                                |                                                                                |                                                                                |                                     |                                     |                                                                       |                                                                       |                                                                       |                                                                       |                                                                       |                                                                       |                                                                                            |                                                                                            |                                                                                            |                                                                                            |                                                                                            |                                                                                            |                                                                                    |                                                                                    |                                                                                     |                                                                                     |                                                                                     |                                                                                     |                                                                                     |                                                                                     |                                                                |                                                                |                                                                                               |                                                                                               |                                                                                               |                                                                                               |                                                                                               |                                                                                               |  |  |                                                                                         |                                                                                         |                                                                                         |                                                                                         |                                                                                         |                                                                                         |                                   |                                   |                                                                  |                                                                  |                                                                  |                                                                  |                                                                  |                                                                  |  |  |                                                               |                                                               |                                                                                                 |                                                                                                 |                                                                                                 |                                                                                                 |                                                                                                 |                                                                                                 |                                                                                      |                                                                                      |                                                                                      |                                                                                      |                                                                                      |                                                                                      |  |  |                                                    |                                                    |                                                    |                                                    |                                                    |                                                    |  |  |                                                      |                                                      |                                                      |                                                      |                                                      |                                                      |  |  |                                                      |                                                      |                                                      |                                                      |                                                      |                                                      |  |  |                                                                     |                                                                     |                                                                     |                                                                     |                                                                     |                                                                     |  |  |                                                                   |                                                                   |                                                                   |                                                                   |                                                                   |                                                                   |  |  |                                                                      |                                                                      |                                                                      |                                                                      |                                                                      |                                                                      |  |  |  |  |  |  |  |  |  |  |  |  |  |  |  |  |  |  |  |  |  |  |  |  |  |  |  |  |  |  |  |  |  |  |  |  |  |  |  |  |  |  |  |  |  |  |  |  |  |  |  |  |  |  |  |  |  |  |  |  |  |  |  |  |  |  |  |  |  |  |  |  |  |  |  |  |  |  |  |  |  |  |  |  |  |  |  |  |  |  |  |  |  |  |  |  |  |  |  |  |  |  |  |  |  |  |  |  |  |  |  |  |  |  |
|                                                                |                                                                |                                                                |                                                                |                                                                         |                                                                         |                                                                         |                                                                         |                                                                         |                                                                         |                                                       |                                                       |                                                       |                                                       |  |  |                                            |                                            |                                            |                                            |                                            |                                            |  |  |                                                                     |                                                                     |                                                                     |                                                                     |                                                                     |                                                                     |  |  |                                                                |                                                                |                                                                |                                                                |                                                                |                                                                |  |  |                                                                          |                                                                          |                                                                          |                                                                          |                                                                          |                                                                          |                                                         |                                                         |                                                              |                                                              |                                                              |                                                              |                                                                                |                                                                                |                                                                                |                                                                                |                                                                                |                                                                                |                                     |                                     |                                                                       |                                                                       |                                                                       |                                                                       |                                                                       |                                                                       |                                                                                            |                                                                                            |                                                                                            |                                                                                            |                                                                                            |                                                                                            | Staatssekretär für Berufsbildung und Beschäftigungspolitik Rogério Araújo Mendonça | Staatssekretär für Berufsbildung und Beschäftigungspolitik Rogério Araújo Mendonça | Staatssekretär für Berufsbildung und Beschäftigungspolitik Rogério Araújo Mendonça  | Staatssekretär für Berufsbildung und Beschäftigungspolitik Rogério Araújo Mendonça  | Staatssekretär für Berufsbildung und Beschäftigungspolitik Rogério Araújo Mendonça  | Staatssekretär für Berufsbildung und Beschäftigungspolitik Rogério Araújo Mendonça  |                                                                                     |                                                                                     | Staatssekretär für Kooperativen Demétrio do Amaral de Carvalho | Staatssekretär für Kooperativen Demétrio do Amaral de Carvalho | Staatssekretär für Kooperativen Demétrio do Amaral de Carvalho                                | Staatssekretär für Kooperativen Demétrio do Amaral de Carvalho                                | Staatssekretär für Kooperativen Demétrio do Amaral de Carvalho                                | Staatssekretär für Kooperativen Demétrio do Amaral de Carvalho                                |                                                                                               |                                                                                               |  |  |                                                                                         |                                                                                         |                                                                                         |                                                                                         |                                                                                         |                                                                                         |                                   |                                   |                                                                  |                                                                  |                                                                  |                                                                  |                                                                  |                                                                  |  |  |                                                               |                                                               |                                                                                                 |                                                                                                 |                                                                                                 |                                                                                                 |                                                                                                 |                                                                                                 |                                                                                      |                                                                                      |                                                                                      |                                                                                      |                                                                                      |                                                                                      |  |  |                                                    |                                                    |                                                    |                                                    |                                                    |                                                    |  |  |                                                      |                                                      |                                                      |                                                      |                                                      |                                                      |  |  |                                                      |                                                      |                                                      |                                                      |                                                      |                                                      |  |  |                                                                     |                                                                     |                                                                     |                                                                     |                                                                     |                                                                     |  |  |                                                                   |                                                                   |                                                                   |                                                                   |                                                                   |                                                                   |  |  |                                                                      |                                                                      |                                                                      |                                                                      |                                                                      |                                                                      |  |  |  |  |  |  |  |  |  |  |  |  |  |  |  |  |  |  |  |  |  |  |  |  |  |  |  |  |  |  |  |  |  |  |  |  |  |  |  |  |  |  |  |  |  |  |  |  |  |  |  |  |  |  |  |  |  |  |  |  |  |  |  |  |  |  |  |  |  |  |  |  |  |  |  |  |  |  |  |  |  |  |  |  |  |  |  |  |  |  |  |  |  |  |  |  |  |  |  |  |  |  |  |  |  |  |  |  |  |  |  |  |  |  |
|                                                                |                                                                |                                                                |                                                                |                                                                         |                                                                         |                                                                         |                                                                         |                                                                         |                                                                         |                                                       |                                                       |                                                       |                                                       |  |  |                                            |                                            |                                            |                                            |                                            |                                            |  |  |                                                                     |                                                                     |                                                                     |                                                                     |                                                                     |                                                                     |  |  |                                                                |                                                                |                                                                |                                                                |                                                                |                                                                |  |  |                                                                          |                                                                          |                                                                          |                                                                          |                                                                          |                                                                          |                                                         |                                                         |                                                              |                                                              |                                                              |                                                              |                                                                                |                                                                                |                                                                                |                                                                                |                                                                                |                                                                                |                                     |                                     |                                                                       |                                                                       |                                                                       |                                                                       |                                                                       |                                                                       |                                                                                            |                                                                                            |                                                                                            |                                                                                            |                                                                                            |                                                                                            | Staatssekretär für Berufsbildung und Beschäftigungspolitik Rogério Araújo Mendonça | Staatssekretär für Berufsbildung und Beschäftigungspolitik Rogério Araújo Mendonça | Staatssekretär für Berufsbildung und Beschäftigungspolitik Rogério Araújo Mendonça  | Staatssekretär für Berufsbildung und Beschäftigungspolitik Rogério Araújo Mendonça  | Staatssekretär für Berufsbildung und Beschäftigungspolitik Rogério Araújo Mendonça  | Staatssekretär für Berufsbildung und Beschäftigungspolitik Rogério Araújo Mendonça  |                                                                                     |                                                                                     | Staatssekretär für Kooperativen Demétrio do Amaral de Carvalho | Staatssekretär für Kooperativen Demétrio do Amaral de Carvalho | Staatssekretär für Kooperativen Demétrio do Amaral de Carvalho                                | Staatssekretär für Kooperativen Demétrio do Amaral de Carvalho                                | Staatssekretär für Kooperativen Demétrio do Amaral de Carvalho                                | Staatssekretär für Kooperativen Demétrio do Amaral de Carvalho                                |                                                                                               |                                                                                               |  |  |                                                                                         |                                                                                         |                                                                                         |                                                                                         |                                                                                         |                                                                                         |                                   |                                   |                                                                  |                                                                  |                                                                  |                                                                  |                                                                  |                                                                  |  |  |                                                               |                                                               |                                                                                                 |                                                                                                 |                                                                                                 |                                                                                                 |                                                                                                 |                                                                                                 |                                                                                      |                                                                                      |                                                                                      |                                                                                      |                                                                                      |                                                                                      |  |  |                                                    |                                                    |                                                    |                                                    |                                                    |                                                    |  |  |                                                      |                                                      |                                                      |                                                      |                                                      |                                                      |  |  |                                                      |                                                      |                                                      |                                                      |                                                      |                                                      |  |  |                                                                     |                                                                     |                                                                     |                                                                     |                                                                     |                                                                     |  |  |                                                                   |                                                                   |                                                                   |                                                                   |                                                                   |                                                                   |  |  |                                                                      |                                                                      |                                                                      |                                                                      |                                                                      |                                                                      |  |  |  |  |  |  |  |  |  |  |  |  |  |  |  |  |  |  |  |  |  |  |  |  |  |  |  |  |  |  |  |  |  |  |  |  |  |  |  |  |  |  |  |  |  |  |  |  |  |  |  |  |  |  |  |  |  |  |  |  |  |  |  |  |  |  |  |  |  |  |  |  |  |  |  |  |  |  |  |  |  |  |  |  |  |  |  |  |  |  |  |  |  |  |  |  |  |  |  |  |  |  |  |  |  |  |  |  |  |  |  |  |  |  |
|                                                                |                                                                |                                                                |                                                                |                                                                         |                                                                         |                                                                         |                                                                         |                                                                         |                                                                         |                                                       |                                                       |                                                       |                                                       |  |  |                                            |                                            |                                            |                                            |                                            |                                            |  |  |                                                                     |                                                                     |                                                                     |                                                                     |                                                                     |                                                                     |  |  |                                                                |                                                                |                                                                |                                                                |                                                                |                                                                |  |  |                                                                          |                                                                          |                                                                          |                                                                          |                                                                          |                                                                          |                                                         |                                                         |                                                              |                                                              |                                                              |                                                              |                                                                                |                                                                                |                                                                                |                                                                                |                                                                                |                                                                                |                                     |                                     |                                                                       |                                                                       |                                                                       |                                                                       |                                                                       |                                                                       |                                                                                            |                                                                                            |                                                                                            |                                                                                            |                                                                                            |                                                                                            |                                                                                    |                                                                                    |                                                                                     |                                                                                     |                                                                                     |                                                                                     |                                                                                     |                                                                                     |                                                                |                                                                |                                                                                               |                                                                                               |                                                                                               |                                                                                               |                                                                                               |                                                                                               |  |  |                                                                                         |                                                                                         |                                                                                         |                                                                                         |                                                                                         |                                                                                         |                                   |                                   |                                                                  |                                                                  |                                                                  |                                                                  |                                                                  |                                                                  |  |  |                                                               |                                                               |                                                                                                 |                                                                                                 |                                                                                                 |                                                                                                 |                                                                                                 |                                                                                                 |                                                                                      |                                                                                      |                                                                                      |                                                                                      |                                                                                      |                                                                                      |  |  |                                                    |                                                    |                                                    |                                                    |                                                    |                                                    |  |  |                                                      |                                                      |                                                      |                                                      |                                                      |                                                      |  |  |                                                      |                                                      |                                                      |                                                      |                                                      |                                                      |  |  |                                                                     |                                                                     |                                                                     |                                                                     |                                                                     |                                                                     |  |  |                                                                   |                                                                   |                                                                   |                                                                   |                                                                   |                                                                   |  |  |                                                                      |                                                                      |                                                                      |                                                                      |                                                                      |                                                                      |  |  |  |  |  |  |  |  |  |  |  |  |  |  |  |  |  |  |  |  |  |  |  |  |  |  |  |  |  |  |  |  |  |  |  |  |  |  |  |  |  |  |  |  |  |  |  |  |  |  |  |  |  |  |  |  |  |  |  |  |  |  |  |  |  |  |  |  |  |  |  |  |  |  |  |  |  |  |  |  |  |  |  |  |  |  |  |  |  |  |  |  |  |  |  |  |  |  |  |  |  |  |  |  |  |  |  |  |  |  |  |  |  |  |
|                                                                |                                                                |                                                                |                                                                | Minister des Ministerrats Ágio Pereira                                  | Minister des Ministerrats Ágio Pereira                                  | Minister des Ministerrats Ágio Pereira                                  | Minister des Ministerrats Ágio Pereira                                  | Minister des Ministerrats Ágio Pereira                                  | Minister des Ministerrats Ágio Pereira                                  |                                                       |                                                       |                                                       |                                                       |  |  | Minister für Finanzen Santina Cardoso      | Minister für Finanzen Santina Cardoso      | Minister für Finanzen Santina Cardoso      | Minister für Finanzen Santina Cardoso      | Minister für Finanzen Santina Cardoso      | Minister für Finanzen Santina Cardoso      |  |  | Minister für Äußere Angelegenheiten und Kooperation Bendito Freitas | Minister für Äußere Angelegenheiten und Kooperation Bendito Freitas | Minister für Äußere Angelegenheiten und Kooperation Bendito Freitas | Minister für Äußere Angelegenheiten und Kooperation Bendito Freitas | Minister für Äußere Angelegenheiten und Kooperation Bendito Freitas | Minister für Äußere Angelegenheiten und Kooperation Bendito Freitas |  |  | Minister für Justiz Sérgio Hornai                              | Minister für Justiz Sérgio Hornai                              | Minister für Justiz Sérgio Hornai                              | Minister für Justiz Sérgio Hornai                              | Minister für Justiz Sérgio Hornai                              | Minister für Justiz Sérgio Hornai                              |  |  |                                                                          |                                                                          |                                                                          |                                                                          | Minister für Staatsadministration Tomás Cabral                           | Minister für Staatsadministration Tomás Cabral                           | Minister für Staatsadministration Tomás Cabral          | Minister für Staatsadministration Tomás Cabral          | Minister für Staatsadministration Tomás Cabral               | Minister für Staatsadministration Tomás Cabral               |                                                              |                                                              |                                                                                |                                                                                |                                                                                |                                                                                | Minister für Gesundheit Élia Amaral                                            | Minister für Gesundheit Élia Amaral                                            | Minister für Gesundheit Élia Amaral | Minister für Gesundheit Élia Amaral | Minister für Gesundheit Élia Amaral                                   | Minister für Gesundheit Élia Amaral                                   |                                                                       |                                                                       |                                                                       |                                                                       | Ministerin für Bildung Dulce Soares                                                        | Ministerin für Bildung Dulce Soares                                                        | Ministerin für Bildung Dulce Soares                                                        | Ministerin für Bildung Dulce Soares                                                        | Ministerin für Bildung Dulce Soares                                                        | Ministerin für Bildung Dulce Soares                                                        |                                                                                    |                                                                                    | Minister für höhere Bildung, Wissenschaft und Kultur José Honório da Costa Jerónimo | Minister für höhere Bildung, Wissenschaft und Kultur José Honório da Costa Jerónimo | Minister für höhere Bildung, Wissenschaft und Kultur José Honório da Costa Jerónimo | Minister für höhere Bildung, Wissenschaft und Kultur José Honório da Costa Jerónimo | Minister für höhere Bildung, Wissenschaft und Kultur José Honório da Costa Jerónimo | Minister für höhere Bildung, Wissenschaft und Kultur José Honório da Costa Jerónimo |                                                                |                                                                | Minister für Angelegenheiten der Kämpfer der nationalen Befreiung Gil da Costa Monteiro       | Minister für Angelegenheiten der Kämpfer der nationalen Befreiung Gil da Costa Monteiro       | Minister für Angelegenheiten der Kämpfer der nationalen Befreiung Gil da Costa Monteiro       | Minister für Angelegenheiten der Kämpfer der nationalen Befreiung Gil da Costa Monteiro       | Minister für Angelegenheiten der Kämpfer der nationalen Befreiung Gil da Costa Monteiro       | Minister für Angelegenheiten der Kämpfer der nationalen Befreiung Gil da Costa Monteiro       |  |  | Minister für den öffentlichen Dienst Samuel Marçal                                      | Minister für den öffentlichen Dienst Samuel Marçal                                      | Minister für den öffentlichen Dienst Samuel Marçal                                      | Minister für den öffentlichen Dienst Samuel Marçal                                      | Minister für den öffentlichen Dienst Samuel Marçal                                      | Minister für den öffentlichen Dienst Samuel Marçal                                      |                                   |                                   | Minister für Transport und Kommunikation Miguel Manetelu Marques | Minister für Transport und Kommunikation Miguel Manetelu Marques | Minister für Transport und Kommunikation Miguel Manetelu Marques | Minister für Transport und Kommunikation Miguel Manetelu Marques | Minister für Transport und Kommunikation Miguel Manetelu Marques | Minister für Transport und Kommunikation Miguel Manetelu Marques |  |  | Minister für Handel und Industrie Nino Pereira                | Minister für Handel und Industrie Nino Pereira                | Minister für Handel und Industrie Nino Pereira                                                  | Minister für Handel und Industrie Nino Pereira                                                  | Minister für Handel und Industrie Nino Pereira                                                  | Minister für Handel und Industrie Nino Pereira                                                  |                                                                                                 |                                                                                                 | Minister für Landwirtschaft, Viehzucht, Fischerei und Forstwirtschaft Marcos da Cruz | Minister für Landwirtschaft, Viehzucht, Fischerei und Forstwirtschaft Marcos da Cruz | Minister für Landwirtschaft, Viehzucht, Fischerei und Forstwirtschaft Marcos da Cruz | Minister für Landwirtschaft, Viehzucht, Fischerei und Forstwirtschaft Marcos da Cruz | Minister für Landwirtschaft, Viehzucht, Fischerei und Forstwirtschaft Marcos da Cruz | Minister für Landwirtschaft, Viehzucht, Fischerei und Forstwirtschaft Marcos da Cruz |  |  | Minister für Verteidigung Pedro Klamar Fuik        | Minister für Verteidigung Pedro Klamar Fuik        | Minister für Verteidigung Pedro Klamar Fuik        | Minister für Verteidigung Pedro Klamar Fuik        | Minister für Verteidigung Pedro Klamar Fuik        | Minister für Verteidigung Pedro Klamar Fuik        |  |  | Minister für Erdöl und Mineralien Francisco Monteiro | Minister für Erdöl und Mineralien Francisco Monteiro | Minister für Erdöl und Mineralien Francisco Monteiro | Minister für Erdöl und Mineralien Francisco Monteiro | Minister für Erdöl und Mineralien Francisco Monteiro | Minister für Erdöl und Mineralien Francisco Monteiro |  |  | Minister für Inneres Francisco da Costa Guterres     | Minister für Inneres Francisco da Costa Guterres     | Minister für Inneres Francisco da Costa Guterres     | Minister für Inneres Francisco da Costa Guterres     | Minister für Inneres Francisco da Costa Guterres     | Minister für Inneres Francisco da Costa Guterres     |  |  | Ministerin für soziale Solidarität und Inklusion Verónica das Dores | Ministerin für soziale Solidarität und Inklusion Verónica das Dores | Ministerin für soziale Solidarität und Inklusion Verónica das Dores | Ministerin für soziale Solidarität und Inklusion Verónica das Dores | Ministerin für soziale Solidarität und Inklusion Verónica das Dores | Ministerin für soziale Solidarität und Inklusion Verónica das Dores |  |  | Minister für Jugend, Sport, Kunst und Kultur Nélio Isaac Sarmento | Minister für Jugend, Sport, Kunst und Kultur Nélio Isaac Sarmento | Minister für Jugend, Sport, Kunst und Kultur Nélio Isaac Sarmento | Minister für Jugend, Sport, Kunst und Kultur Nélio Isaac Sarmento | Minister für Jugend, Sport, Kunst und Kultur Nélio Isaac Sarmento | Minister für Jugend, Sport, Kunst und Kultur Nélio Isaac Sarmento |  |  | Minister für Projekte und strategische Investitionen Gastão de Sousa | Minister für Projekte und strategische Investitionen Gastão de Sousa | Minister für Projekte und strategische Investitionen Gastão de Sousa | Minister für Projekte und strategische Investitionen Gastão de Sousa | Minister für Projekte und strategische Investitionen Gastão de Sousa | Minister für Projekte und strategische Investitionen Gastão de Sousa |  |  |  |  |  |  |  |  |  |  |  |  |  |  |  |  |  |  |  |  |  |  |  |  |  |  |  |  |  |  |  |  |  |  |  |  |  |  |  |  |  |  |  |  |  |  |  |  |  |  |  |  |  |  |  |  |  |  |  |  |  |  |  |  |  |  |  |  |  |  |  |  |  |  |  |  |  |  |  |  |  |  |  |  |  |  |  |  |  |  |  |  |  |  |  |  |  |  |  |  |  |  |  |  |  |  |  |  |  |  |  |  |  |  |
|                                                                |                                                                |                                                                |                                                                | Minister des Ministerrats Ágio Pereira                                  | Minister des Ministerrats Ágio Pereira                                  | Minister des Ministerrats Ágio Pereira                                  | Minister des Ministerrats Ágio Pereira                                  | Minister des Ministerrats Ágio Pereira                                  | Minister des Ministerrats Ágio Pereira                                  |                                                       |                                                       |                                                       |                                                       |  |  | Minister für Finanzen Santina Cardoso      | Minister für Finanzen Santina Cardoso      | Minister für Finanzen Santina Cardoso      | Minister für Finanzen Santina Cardoso      | Minister für Finanzen Santina Cardoso      | Minister für Finanzen Santina Cardoso      |  |  | Minister für Äußere Angelegenheiten und Kooperation Bendito Freitas | Minister für Äußere Angelegenheiten und Kooperation Bendito Freitas | Minister für Äußere Angelegenheiten und Kooperation Bendito Freitas | Minister für Äußere Angelegenheiten und Kooperation Bendito Freitas | Minister für Äußere Angelegenheiten und Kooperation Bendito Freitas | Minister für Äußere Angelegenheiten und Kooperation Bendito Freitas |  |  | Minister für Justiz Sérgio Hornai                              | Minister für Justiz Sérgio Hornai                              | Minister für Justiz Sérgio Hornai                              | Minister für Justiz Sérgio Hornai                              | Minister für Justiz Sérgio Hornai                              | Minister für Justiz Sérgio Hornai                              |  |  |                                                                          |                                                                          |                                                                          |                                                                          | Minister für Staatsadministration Tomás Cabral                           | Minister für Staatsadministration Tomás Cabral                           | Minister für Staatsadministration Tomás Cabral          | Minister für Staatsadministration Tomás Cabral          | Minister für Staatsadministration Tomás Cabral               | Minister für Staatsadministration Tomás Cabral               |                                                              |                                                              |                                                                                |                                                                                |                                                                                |                                                                                | Minister für Gesundheit Élia Amaral                                            | Minister für Gesundheit Élia Amaral                                            | Minister für Gesundheit Élia Amaral | Minister für Gesundheit Élia Amaral | Minister für Gesundheit Élia Amaral                                   | Minister für Gesundheit Élia Amaral                                   |                                                                       |                                                                       |                                                                       |                                                                       | Ministerin für Bildung Dulce Soares                                                        | Ministerin für Bildung Dulce Soares                                                        | Ministerin für Bildung Dulce Soares                                                        | Ministerin für Bildung Dulce Soares                                                        | Ministerin für Bildung Dulce Soares                                                        | Ministerin für Bildung Dulce Soares                                                        |                                                                                    |                                                                                    | Minister für höhere Bildung, Wissenschaft und Kultur José Honório da Costa Jerónimo | Minister für höhere Bildung, Wissenschaft und Kultur José Honório da Costa Jerónimo | Minister für höhere Bildung, Wissenschaft und Kultur José Honório da Costa Jerónimo | Minister für höhere Bildung, Wissenschaft und Kultur José Honório da Costa Jerónimo | Minister für höhere Bildung, Wissenschaft und Kultur José Honório da Costa Jerónimo | Minister für höhere Bildung, Wissenschaft und Kultur José Honório da Costa Jerónimo |                                                                |                                                                | Minister für Angelegenheiten der Kämpfer der nationalen Befreiung Gil da Costa Monteiro       | Minister für Angelegenheiten der Kämpfer der nationalen Befreiung Gil da Costa Monteiro       | Minister für Angelegenheiten der Kämpfer der nationalen Befreiung Gil da Costa Monteiro       | Minister für Angelegenheiten der Kämpfer der nationalen Befreiung Gil da Costa Monteiro       | Minister für Angelegenheiten der Kämpfer der nationalen Befreiung Gil da Costa Monteiro       | Minister für Angelegenheiten der Kämpfer der nationalen Befreiung Gil da Costa Monteiro       |  |  | Minister für den öffentlichen Dienst Samuel Marçal                                      | Minister für den öffentlichen Dienst Samuel Marçal                                      | Minister für den öffentlichen Dienst Samuel Marçal                                      | Minister für den öffentlichen Dienst Samuel Marçal                                      | Minister für den öffentlichen Dienst Samuel Marçal                                      | Minister für den öffentlichen Dienst Samuel Marçal                                      |                                   |                                   | Minister für Transport und Kommunikation Miguel Manetelu Marques | Minister für Transport und Kommunikation Miguel Manetelu Marques | Minister für Transport und Kommunikation Miguel Manetelu Marques | Minister für Transport und Kommunikation Miguel Manetelu Marques | Minister für Transport und Kommunikation Miguel Manetelu Marques | Minister für Transport und Kommunikation Miguel Manetelu Marques |  |  | Minister für Handel und Industrie Nino Pereira                | Minister für Handel und Industrie Nino Pereira                | Minister für Handel und Industrie Nino Pereira                                                  | Minister für Handel und Industrie Nino Pereira                                                  | Minister für Handel und Industrie Nino Pereira                                                  | Minister für Handel und Industrie Nino Pereira                                                  |                                                                                                 |                                                                                                 | Minister für Landwirtschaft, Viehzucht, Fischerei und Forstwirtschaft Marcos da Cruz | Minister für Landwirtschaft, Viehzucht, Fischerei und Forstwirtschaft Marcos da Cruz | Minister für Landwirtschaft, Viehzucht, Fischerei und Forstwirtschaft Marcos da Cruz | Minister für Landwirtschaft, Viehzucht, Fischerei und Forstwirtschaft Marcos da Cruz | Minister für Landwirtschaft, Viehzucht, Fischerei und Forstwirtschaft Marcos da Cruz | Minister für Landwirtschaft, Viehzucht, Fischerei und Forstwirtschaft Marcos da Cruz |  |  | Minister für Verteidigung Pedro Klamar Fuik        | Minister für Verteidigung Pedro Klamar Fuik        | Minister für Verteidigung Pedro Klamar Fuik        | Minister für Verteidigung Pedro Klamar Fuik        | Minister für Verteidigung Pedro Klamar Fuik        | Minister für Verteidigung Pedro Klamar Fuik        |  |  | Minister für Erdöl und Mineralien Francisco Monteiro | Minister für Erdöl und Mineralien Francisco Monteiro | Minister für Erdöl und Mineralien Francisco Monteiro | Minister für Erdöl und Mineralien Francisco Monteiro | Minister für Erdöl und Mineralien Francisco Monteiro | Minister für Erdöl und Mineralien Francisco Monteiro |  |  | Minister für Inneres Francisco da Costa Guterres     | Minister für Inneres Francisco da Costa Guterres     | Minister für Inneres Francisco da Costa Guterres     | Minister für Inneres Francisco da Costa Guterres     | Minister für Inneres Francisco da Costa Guterres     | Minister für Inneres Francisco da Costa Guterres     |  |  | Ministerin für soziale Solidarität und Inklusion Verónica das Dores | Ministerin für soziale Solidarität und Inklusion Verónica das Dores | Ministerin für soziale Solidarität und Inklusion Verónica das Dores | Ministerin für soziale Solidarität und Inklusion Verónica das Dores | Ministerin für soziale Solidarität und Inklusion Verónica das Dores | Ministerin für soziale Solidarität und Inklusion Verónica das Dores |  |  | Minister für Jugend, Sport, Kunst und Kultur Nélio Isaac Sarmento | Minister für Jugend, Sport, Kunst und Kultur Nélio Isaac Sarmento | Minister für Jugend, Sport, Kunst und Kultur Nélio Isaac Sarmento | Minister für Jugend, Sport, Kunst und Kultur Nélio Isaac Sarmento | Minister für Jugend, Sport, Kunst und Kultur Nélio Isaac Sarmento | Minister für Jugend, Sport, Kunst und Kultur Nélio Isaac Sarmento |  |  | Minister für Projekte und strategische Investitionen Gastão de Sousa | Minister für Projekte und strategische Investitionen Gastão de Sousa | Minister für Projekte und strategische Investitionen Gastão de Sousa | Minister für Projekte und strategische Investitionen Gastão de Sousa | Minister für Projekte und strategische Investitionen Gastão de Sousa | Minister für Projekte und strategische Investitionen Gastão de Sousa |  |  |  |  |  |  |  |  |  |  |  |  |  |  |  |  |  |  |  |  |  |  |  |  |  |  |  |  |  |  |  |  |  |  |  |  |  |  |  |  |  |  |  |  |  |  |  |  |  |  |  |  |  |  |  |  |  |  |  |  |  |  |  |  |  |  |  |  |  |  |  |  |  |  |  |  |  |  |  |  |  |  |  |  |  |  |  |  |  |  |  |  |  |  |  |  |  |  |  |  |  |  |  |  |  |  |  |  |  |  |  |  |  |  |
|                                                                |                                                                |                                                                |                                                                |                                                                         |                                                                         |                                                                         |                                                                         |                                                                         |                                                                         |                                                       |                                                       |                                                       |                                                       |  |  |                                            |                                            |                                            |                                            |                                            |                                            |  |  |                                                                     |                                                                     |                                                                     |                                                                     |                                                                     |                                                                     |  |  |                                                                |                                                                |                                                                |                                                                |                                                                |                                                                |  |  |                                                                          |                                                                          |                                                                          |                                                                          |                                                                          |                                                                          |                                                         |                                                         |                                                              |                                                              |                                                              |                                                              |                                                                                |                                                                                |                                                                                |                                                                                |                                                                                |                                                                                |                                     |                                     |                                                                       |                                                                       |                                                                       |                                                                       |                                                                       |                                                                       |                                                                                            |                                                                                            |                                                                                            |                                                                                            |                                                                                            |                                                                                            |                                                                                    |                                                                                    |                                                                                     |                                                                                     |                                                                                     |                                                                                     |                                                                                     |                                                                                     |                                                                |                                                                |                                                                                               |                                                                                               |                                                                                               |                                                                                               |                                                                                               |                                                                                               |  |  |                                                                                         |                                                                                         |                                                                                         |                                                                                         |                                                                                         |                                                                                         |                                   |                                   |                                                                  |                                                                  |                                                                  |                                                                  |                                                                  |                                                                  |  |  |                                                               |                                                               |                                                                                                 |                                                                                                 |                                                                                                 |                                                                                                 |                                                                                                 |                                                                                                 |                                                                                      |                                                                                      |                                                                                      |                                                                                      |                                                                                      |                                                                                      |  |  |                                                    |                                                    |                                                    |                                                    |                                                    |                                                    |  |  |                                                      |                                                      |                                                      |                                                      |                                                      |                                                      |  |  |                                                      |                                                      |                                                      |                                                      |                                                      |                                                      |  |  |                                                                     |                                                                     |                                                                     |                                                                     |                                                                     |                                                                     |  |  |                                                                   |                                                                   |                                                                   |                                                                   |                                                                   |                                                                   |  |  |                                                                      |                                                                      |                                                                      |                                                                      |                                                                      |                                                                      |  |  |  |  |  |  |  |  |  |  |  |  |  |  |  |  |  |  |  |  |  |  |  |  |  |  |  |  |  |  |  |  |  |  |  |  |  |  |  |  |  |  |  |  |  |  |  |  |  |  |  |  |  |  |  |  |  |  |  |  |  |  |  |  |  |  |  |  |  |  |  |  |  |  |  |  |  |  |  |  |  |  |  |  |  |  |  |  |  |  |  |  |  |  |  |  |  |  |  |  |  |  |  |  |  |  |  |  |  |  |  |  |  |  |
|                                                                |                                                                |                                                                |                                                                | Vizeminister für parlamentarische Angelegenheiten Adérito Hugo da Costa | Vizeminister für parlamentarische Angelegenheiten Adérito Hugo da Costa | Vizeminister für parlamentarische Angelegenheiten Adérito Hugo da Costa | Vizeminister für parlamentarische Angelegenheiten Adérito Hugo da Costa | Vizeminister für parlamentarische Angelegenheiten Adérito Hugo da Costa | Vizeminister für parlamentarische Angelegenheiten Adérito Hugo da Costa |                                                       |                                                       |                                                       |                                                       |  |  | Vizeminister für Finanzen Felícia Carvalho | Vizeminister für Finanzen Felícia Carvalho | Vizeminister für Finanzen Felícia Carvalho | Vizeminister für Finanzen Felícia Carvalho | Vizeminister für Finanzen Felícia Carvalho | Vizeminister für Finanzen Felícia Carvalho |  |  | Vizeministerin für ASEAN-Angelegenheiten Milena da Costa Rangel     | Vizeministerin für ASEAN-Angelegenheiten Milena da Costa Rangel     | Vizeministerin für ASEAN-Angelegenheiten Milena da Costa Rangel     | Vizeministerin für ASEAN-Angelegenheiten Milena da Costa Rangel     | Vizeministerin für ASEAN-Angelegenheiten Milena da Costa Rangel     | Vizeministerin für ASEAN-Angelegenheiten Milena da Costa Rangel     |  |  | Vizeminister für die Stärkung der Institutionen Paulo Remédios | Vizeminister für die Stärkung der Institutionen Paulo Remédios | Vizeminister für die Stärkung der Institutionen Paulo Remédios | Vizeminister für die Stärkung der Institutionen Paulo Remédios | Vizeminister für die Stärkung der Institutionen Paulo Remédios | Vizeminister für die Stärkung der Institutionen Paulo Remédios |  |  |                                                                          |                                                                          |                                                                          |                                                                          | Vizeminister für Staatsadministration Jacinto Rigoberto                  | Vizeminister für Staatsadministration Jacinto Rigoberto                  | Vizeminister für Staatsadministration Jacinto Rigoberto | Vizeminister für Staatsadministration Jacinto Rigoberto | Vizeminister für Staatsadministration Jacinto Rigoberto      | Vizeminister für Staatsadministration Jacinto Rigoberto      |                                                              |                                                              | Vizeminister für die Stärkung der Gesundheitsinstitutionen José dos Reis Magno | Vizeminister für die Stärkung der Gesundheitsinstitutionen José dos Reis Magno | Vizeminister für die Stärkung der Gesundheitsinstitutionen José dos Reis Magno | Vizeminister für die Stärkung der Gesundheitsinstitutionen José dos Reis Magno | Vizeminister für die Stärkung der Gesundheitsinstitutionen José dos Reis Magno | Vizeminister für die Stärkung der Gesundheitsinstitutionen José dos Reis Magno |                                     |                                     | Vizeminister für Operationalisierung der Krankenhäuser Flávio Brandão | Vizeminister für Operationalisierung der Krankenhäuser Flávio Brandão | Vizeminister für Operationalisierung der Krankenhäuser Flávio Brandão | Vizeminister für Operationalisierung der Krankenhäuser Flávio Brandão | Vizeminister für Operationalisierung der Krankenhäuser Flávio Brandão | Vizeminister für Operationalisierung der Krankenhäuser Flávio Brandão |                                                                                            |                                                                                            |                                                                                            |                                                                                            |                                                                                            |                                                                                            |                                                                                    |                                                                                    |                                                                                     |                                                                                     |                                                                                     |                                                                                     |                                                                                     |                                                                                     |                                                                |                                                                |                                                                                               |                                                                                               |                                                                                               |                                                                                               |                                                                                               |                                                                                               |  |  | Vizeminister für Infrastruktur Júlio do Carmo                                           | Vizeminister für Infrastruktur Júlio do Carmo                                           | Vizeminister für Infrastruktur Júlio do Carmo                                           | Vizeminister für Infrastruktur Júlio do Carmo                                           | Vizeminister für Infrastruktur Júlio do Carmo                                           | Vizeminister für Infrastruktur Júlio do Carmo                                           |                                   |                                   |                                                                  |                                                                  |                                                                  |                                                                  |                                                                  |                                                                  |  |  | Vizeminister für Handel Augusto Trindade                      | Vizeminister für Handel Augusto Trindade                      | Vizeminister für Handel Augusto Trindade                                                        | Vizeminister für Handel Augusto Trindade                                                        | Vizeminister für Handel Augusto Trindade                                                        | Vizeminister für Handel Augusto Trindade                                                        |                                                                                                 |                                                                                                 |                                                                                      |                                                                                      |                                                                                      |                                                                                      |                                                                                      |                                                                                      |  |  |                                                    |                                                    |                                                    |                                                    |                                                    |                                                    |  |  |                                                      |                                                      |                                                      |                                                      |                                                      |                                                      |  |  |                                                      |                                                      |                                                      |                                                      |                                                      |                                                      |  |  | Vizeministerin für soziale Solidarität und Inklusion Céu Brites     | Vizeministerin für soziale Solidarität und Inklusion Céu Brites     | Vizeministerin für soziale Solidarität und Inklusion Céu Brites     | Vizeministerin für soziale Solidarität und Inklusion Céu Brites     | Vizeministerin für soziale Solidarität und Inklusion Céu Brites     | Vizeministerin für soziale Solidarität und Inklusion Céu Brites     |  |  |                                                                   |                                                                   |                                                                   |                                                                   |                                                                   |                                                                   |  |  |                                                                      |                                                                      |                                                                      |                                                                      |                                                                      |                                                                      |  |  |  |  |  |  |  |  |  |  |  |  |  |  |  |  |  |  |  |  |  |  |  |  |  |  |  |  |  |  |  |  |  |  |  |  |  |  |  |  |  |  |  |  |  |  |  |  |  |  |  |  |  |  |  |  |  |  |  |  |  |  |  |  |  |  |  |  |  |  |  |  |  |  |  |  |  |  |  |  |  |  |  |  |  |  |  |  |  |  |  |  |  |  |  |  |  |  |  |  |  |  |  |  |  |  |  |  |  |  |  |  |  |  |
|                                                                |                                                                |                                                                |                                                                | Vizeminister für parlamentarische Angelegenheiten Adérito Hugo da Costa | Vizeminister für parlamentarische Angelegenheiten Adérito Hugo da Costa | Vizeminister für parlamentarische Angelegenheiten Adérito Hugo da Costa | Vizeminister für parlamentarische Angelegenheiten Adérito Hugo da Costa | Vizeminister für parlamentarische Angelegenheiten Adérito Hugo da Costa | Vizeminister für parlamentarische Angelegenheiten Adérito Hugo da Costa |                                                       |                                                       |                                                       |                                                       |  |  | Vizeminister für Finanzen Felícia Carvalho | Vizeminister für Finanzen Felícia Carvalho | Vizeminister für Finanzen Felícia Carvalho | Vizeminister für Finanzen Felícia Carvalho | Vizeminister für Finanzen Felícia Carvalho | Vizeminister für Finanzen Felícia Carvalho |  |  | Vizeministerin für ASEAN-Angelegenheiten Milena da Costa Rangel     | Vizeministerin für ASEAN-Angelegenheiten Milena da Costa Rangel     | Vizeministerin für ASEAN-Angelegenheiten Milena da Costa Rangel     | Vizeministerin für ASEAN-Angelegenheiten Milena da Costa Rangel     | Vizeministerin für ASEAN-Angelegenheiten Milena da Costa Rangel     | Vizeministerin für ASEAN-Angelegenheiten Milena da Costa Rangel     |  |  | Vizeminister für die Stärkung der Institutionen Paulo Remédios | Vizeminister für die Stärkung der Institutionen Paulo Remédios | Vizeminister für die Stärkung der Institutionen Paulo Remédios | Vizeminister für die Stärkung der Institutionen Paulo Remédios | Vizeminister für die Stärkung der Institutionen Paulo Remédios | Vizeminister für die Stärkung der Institutionen Paulo Remédios |  |  |                                                                          |                                                                          |                                                                          |                                                                          | Vizeminister für Staatsadministration Jacinto Rigoberto                  | Vizeminister für Staatsadministration Jacinto Rigoberto                  | Vizeminister für Staatsadministration Jacinto Rigoberto | Vizeminister für Staatsadministration Jacinto Rigoberto | Vizeminister für Staatsadministration Jacinto Rigoberto      | Vizeminister für Staatsadministration Jacinto Rigoberto      |                                                              |                                                              | Vizeminister für die Stärkung der Gesundheitsinstitutionen José dos Reis Magno | Vizeminister für die Stärkung der Gesundheitsinstitutionen José dos Reis Magno | Vizeminister für die Stärkung der Gesundheitsinstitutionen José dos Reis Magno | Vizeminister für die Stärkung der Gesundheitsinstitutionen José dos Reis Magno | Vizeminister für die Stärkung der Gesundheitsinstitutionen José dos Reis Magno | Vizeminister für die Stärkung der Gesundheitsinstitutionen José dos Reis Magno |                                     |                                     | Vizeminister für Operationalisierung der Krankenhäuser Flávio Brandão | Vizeminister für Operationalisierung der Krankenhäuser Flávio Brandão | Vizeminister für Operationalisierung der Krankenhäuser Flávio Brandão | Vizeminister für Operationalisierung der Krankenhäuser Flávio Brandão | Vizeminister für Operationalisierung der Krankenhäuser Flávio Brandão | Vizeminister für Operationalisierung der Krankenhäuser Flávio Brandão |                                                                                            |                                                                                            |                                                                                            |                                                                                            |                                                                                            |                                                                                            |                                                                                    |                                                                                    |                                                                                     |                                                                                     |                                                                                     |                                                                                     |                                                                                     |                                                                                     |                                                                |                                                                |                                                                                               |                                                                                               |                                                                                               |                                                                                               |                                                                                               |                                                                                               |  |  | Vizeminister für Infrastruktur Júlio do Carmo                                           | Vizeminister für Infrastruktur Júlio do Carmo                                           | Vizeminister für Infrastruktur Júlio do Carmo                                           | Vizeminister für Infrastruktur Júlio do Carmo                                           | Vizeminister für Infrastruktur Júlio do Carmo                                           | Vizeminister für Infrastruktur Júlio do Carmo                                           |                                   |                                   |                                                                  |                                                                  |                                                                  |                                                                  |                                                                  |                                                                  |  |  | Vizeminister für Handel Augusto Trindade                      | Vizeminister für Handel Augusto Trindade                      | Vizeminister für Handel Augusto Trindade                                                        | Vizeminister für Handel Augusto Trindade                                                        | Vizeminister für Handel Augusto Trindade                                                        | Vizeminister für Handel Augusto Trindade                                                        |                                                                                                 |                                                                                                 |                                                                                      |                                                                                      |                                                                                      |                                                                                      |                                                                                      |                                                                                      |  |  |                                                    |                                                    |                                                    |                                                    |                                                    |                                                    |  |  |                                                      |                                                      |                                                      |                                                      |                                                      |                                                      |  |  |                                                      |                                                      |                                                      |                                                      |                                                      |                                                      |  |  | Vizeministerin für soziale Solidarität und Inklusion Céu Brites     | Vizeministerin für soziale Solidarität und Inklusion Céu Brites     | Vizeministerin für soziale Solidarität und Inklusion Céu Brites     | Vizeministerin für soziale Solidarität und Inklusion Céu Brites     | Vizeministerin für soziale Solidarität und Inklusion Céu Brites     | Vizeministerin für soziale Solidarität und Inklusion Céu Brites     |  |  |                                                                   |                                                                   |                                                                   |                                                                   |                                                                   |                                                                   |  |  |                                                                      |                                                                      |                                                                      |                                                                      |                                                                      |                                                                      |  |  |  |  |  |  |  |  |  |  |  |  |  |  |  |  |  |  |  |  |  |  |  |  |  |  |  |  |  |  |  |  |  |  |  |  |  |  |  |  |  |  |  |  |  |  |  |  |  |  |  |  |  |  |  |  |  |  |  |  |  |  |  |  |  |  |  |  |  |  |  |  |  |  |  |  |  |  |  |  |  |  |  |  |  |  |  |  |  |  |  |  |  |  |  |  |  |  |  |  |  |  |  |  |  |  |  |  |  |  |  |  |  |  |
|                                                                |                                                                |                                                                |                                                                |                                                                         |                                                                         |                                                                         |                                                                         |                                                                         |                                                                         |                                                       |                                                       |                                                       |                                                       |  |  |                                            |                                            |                                            |                                            |                                            |                                            |  |  |                                                                     |                                                                     |                                                                     |                                                                     |                                                                     |                                                                     |  |  |                                                                |                                                                |                                                                |                                                                |                                                                |                                                                |  |  |                                                                          |                                                                          |                                                                          |                                                                          |                                                                          |                                                                          |                                                         |                                                         |                                                              |                                                              |                                                              |                                                              |                                                                                |                                                                                |                                                                                |                                                                                |                                                                                |                                                                                |                                     |                                     |                                                                       |                                                                       |                                                                       |                                                                       |                                                                       |                                                                       |                                                                                            |                                                                                            |                                                                                            |                                                                                            |                                                                                            |                                                                                            |                                                                                    |                                                                                    |                                                                                     |                                                                                     |                                                                                     |                                                                                     |                                                                                     |                                                                                     |                                                                |                                                                |                                                                                               |                                                                                               |                                                                                               |                                                                                               |                                                                                               |                                                                                               |  |  |                                                                                         |                                                                                         |                                                                                         |                                                                                         |                                                                                         |                                                                                         |                                   |                                   |                                                                  |                                                                  |                                                                  |                                                                  |                                                                  |                                                                  |  |  |                                                               |                                                               |                                                                                                 |                                                                                                 |                                                                                                 |                                                                                                 |                                                                                                 |                                                                                                 |                                                                                      |                                                                                      |                                                                                      |                                                                                      |                                                                                      |                                                                                      |  |  |                                                    |                                                    |                                                    |                                                    |                                                    |                                                    |  |  |                                                      |                                                      |                                                      |                                                      |                                                      |                                                      |  |  |                                                      |                                                      |                                                      |                                                      |                                                      |                                                      |  |  |                                                                     |                                                                     |                                                                     |                                                                     |                                                                     |                                                                     |  |  |                                                                   |                                                                   |                                                                   |                                                                   |                                                                   |                                                                   |  |  |                                                                      |                                                                      |                                                                      |                                                                      |                                                                      |                                                                      |  |  |  |  |  |  |  |  |  |  |  |  |  |  |  |  |  |  |  |  |  |  |  |  |  |  |  |  |  |  |  |  |  |  |  |  |  |  |  |  |  |  |  |  |  |  |  |  |  |  |  |  |  |  |  |  |  |  |  |  |  |  |  |  |  |  |  |  |  |  |  |  |  |  |  |  |  |  |  |  |  |  |  |  |  |  |  |  |  |  |  |  |  |  |  |  |  |  |  |  |  |  |  |  |  |  |  |  |  |  |  |  |  |  |
| Staatssekretär für soziale Kommunikation Expedito Dias Ximenes | Staatssekretär für soziale Kommunikation Expedito Dias Ximenes | Staatssekretär für soziale Kommunikation Expedito Dias Ximenes | Staatssekretär für soziale Kommunikation Expedito Dias Ximenes | Staatssekretär für soziale Kommunikation Expedito Dias Ximenes          | Staatssekretär für soziale Kommunikation Expedito Dias Ximenes          |                                                                         |                                                                         | Staatssekretärin für Gleichberechtigung Mário Ximenes                   | Staatssekretärin für Gleichberechtigung Mário Ximenes                   | Staatssekretärin für Gleichberechtigung Mário Ximenes | Staatssekretärin für Gleichberechtigung Mário Ximenes | Staatssekretärin für Gleichberechtigung Mário Ximenes | Staatssekretärin für Gleichberechtigung Mário Ximenes |  |  |                                            |                                            |                                            |                                            |                                            |                                            |  |  |                                                                     |                                                                     |                                                                     |                                                                     |                                                                     |                                                                     |  |  | Staatssekretär für Grundbesitz und Eigentum Jaime Xavier Lopes | Staatssekretär für Grundbesitz und Eigentum Jaime Xavier Lopes | Staatssekretär für Grundbesitz und Eigentum Jaime Xavier Lopes | Staatssekretär für Grundbesitz und Eigentum Jaime Xavier Lopes | Staatssekretär für Grundbesitz und Eigentum Jaime Xavier Lopes | Staatssekretär für Grundbesitz und Eigentum Jaime Xavier Lopes |  |  | Staatssekretär für Toponymie und Städteplanung Germano Santa Brites Dias | Staatssekretär für Toponymie und Städteplanung Germano Santa Brites Dias | Staatssekretär für Toponymie und Städteplanung Germano Santa Brites Dias | Staatssekretär für Toponymie und Städteplanung Germano Santa Brites Dias | Staatssekretär für Toponymie und Städteplanung Germano Santa Brites Dias | Staatssekretär für Toponymie und Städteplanung Germano Santa Brites Dias |                                                         |                                                         | Staatssekretär für lokale Entwicklung Mateus dos Santos Talo | Staatssekretär für lokale Entwicklung Mateus dos Santos Talo | Staatssekretär für lokale Entwicklung Mateus dos Santos Talo | Staatssekretär für lokale Entwicklung Mateus dos Santos Talo | Staatssekretär für lokale Entwicklung Mateus dos Santos Talo                   | Staatssekretär für lokale Entwicklung Mateus dos Santos Talo                   |                                                                                |                                                                                |                                                                                |                                                                                |                                     |                                     |                                                                       |                                                                       |                                                                       |                                                                       |                                                                       |                                                                       | Staatssekretär für das Sekundarschulwesen und die technischen Schulen Domingos Lopes Lemos | Staatssekretär für das Sekundarschulwesen und die technischen Schulen Domingos Lopes Lemos | Staatssekretär für das Sekundarschulwesen und die technischen Schulen Domingos Lopes Lemos | Staatssekretär für das Sekundarschulwesen und die technischen Schulen Domingos Lopes Lemos | Staatssekretär für das Sekundarschulwesen und die technischen Schulen Domingos Lopes Lemos | Staatssekretär für das Sekundarschulwesen und die technischen Schulen Domingos Lopes Lemos |                                                                                    |                                                                                    |                                                                                     |                                                                                     |                                                                                     |                                                                                     |                                                                                     |                                                                                     |                                                                |                                                                | Staatssekretär für Veteranen César Merak                                                      | Staatssekretär für Veteranen César Merak                                                      | Staatssekretär für Veteranen César Merak                                                      | Staatssekretär für Veteranen César Merak                                                      | Staatssekretär für Veteranen César Merak                                                      | Staatssekretär für Veteranen César Merak                                                      |  |  | Staatssekretär für Elektrizität, Wasserversorgung und Abwasserentsorgung Santos Noronha | Staatssekretär für Elektrizität, Wasserversorgung und Abwasserentsorgung Santos Noronha | Staatssekretär für Elektrizität, Wasserversorgung und Abwasserentsorgung Santos Noronha | Staatssekretär für Elektrizität, Wasserversorgung und Abwasserentsorgung Santos Noronha | Staatssekretär für Elektrizität, Wasserversorgung und Abwasserentsorgung Santos Noronha | Staatssekretär für Elektrizität, Wasserversorgung und Abwasserentsorgung Santos Noronha |                                   |                                   |                                                                  |                                                                  |                                                                  |                                                                  |                                                                  |                                                                  |  |  | Staatssekretär für Fischerei Domingos dos Santos da Conceição | Staatssekretär für Fischerei Domingos dos Santos da Conceição | Staatssekretär für Fischerei Domingos dos Santos da Conceição                                   | Staatssekretär für Fischerei Domingos dos Santos da Conceição                                   | Staatssekretär für Fischerei Domingos dos Santos da Conceição                                   | Staatssekretär für Fischerei Domingos dos Santos da Conceição                                   |                                                                                                 |                                                                                                 | Staatssekretär für Forstwirtschaft Ferdinando Vieira                                 | Staatssekretär für Forstwirtschaft Ferdinando Vieira                                 | Staatssekretär für Forstwirtschaft Ferdinando Vieira                                 | Staatssekretär für Forstwirtschaft Ferdinando Vieira                                 | Staatssekretär für Forstwirtschaft Ferdinando Vieira                                 | Staatssekretär für Forstwirtschaft Ferdinando Vieira                                 |  |  | Staatssekretär für Viehzucht José Vieira de Araújo | Staatssekretär für Viehzucht José Vieira de Araújo | Staatssekretär für Viehzucht José Vieira de Araújo | Staatssekretär für Viehzucht José Vieira de Araújo | Staatssekretär für Viehzucht José Vieira de Araújo | Staatssekretär für Viehzucht José Vieira de Araújo |  |  |                                                      |                                                      |                                                      |                                                      |                                                      |                                                      |  |  | Staatssekretär für Zivilschutz Domingos Mariano Reis | Staatssekretär für Zivilschutz Domingos Mariano Reis | Staatssekretär für Zivilschutz Domingos Mariano Reis | Staatssekretär für Zivilschutz Domingos Mariano Reis | Staatssekretär für Zivilschutz Domingos Mariano Reis | Staatssekretär für Zivilschutz Domingos Mariano Reis |  |  |                                                                     |                                                                     |                                                                     |                                                                     |                                                                     |                                                                     |  |  | Staatssekretär für Kunst und Kultur Jorge Soares Cristóvão        | Staatssekretär für Kunst und Kultur Jorge Soares Cristóvão        | Staatssekretär für Kunst und Kultur Jorge Soares Cristóvão        | Staatssekretär für Kunst und Kultur Jorge Soares Cristóvão        | Staatssekretär für Kunst und Kultur Jorge Soares Cristóvão        | Staatssekretär für Kunst und Kultur Jorge Soares Cristóvão        |  |  |                                                                      |                                                                      |                                                                      |                                                                      |                                                                      |                                                                      |  |  |  |  |  |  |  |  |  |  |  |  |  |  |  |  |  |  |  |  |  |  |  |  |  |  |  |  |  |  |  |  |  |  |  |  |  |  |  |  |  |  |  |  |  |  |  |  |  |  |  |  |  |  |  |  |  |  |  |  |  |  |  |  |  |  |  |  |  |  |  |  |  |  |  |  |  |  |  |  |  |  |  |  |  |  |  |  |  |  |  |  |  |  |  |  |  |  |  |  |  |  |  |  |  |  |  |  |  |  |  |  |  |  |

## Regierungsmitglieder
Über die Zusammensetzung der Regierung wurde noch am Morgen des 30. Junis mehr als fünf Stunden zwischen Präsidenten und den Koalitionspartnern verhandelt und mehrfach geändert. Ursprünglich umfasste die Mitgliederliste über 60 Personen aus CNRT und PD sowie Parteilose. Die Zahl sank dann nach Rückzug der meisten unabhängigen Kandidaten und Umstrukturierungen der Regierung auf 47 Personen.
| Mitglieder der Regierung Xanana Gusmão, ab dem 1. Juli 2023 | Mitglieder der Regierung Xanana Gusmão, ab dem 1. Juli 2023 | Mitglieder der Regierung Xanana Gusmão, ab dem 1. Juli 2023                                                   |
| Foto                                                        | Name                                                        | Posten |
| ----------------------------------------------------------- | ----------------------------------------------------------- | --- |
|                                                             | Xanana Gusmão (CNRT)                                        | Premierminister                                                                                               |
| Stellvertretende Premierminister                            |                                                             | |
|                                                             | Francisco Kalbuadi (CNRT)                                   | Stellvertretender Premierminister, koordinierender Minister für Wirtschaft, Minister für Tourismus und Umwelt |
|                                                             | Mariano Assanami Sabino (PD)                                | Stellvertretender Premierminister, koordinierender Minister für Angelegenheiten der ländlichen Entwicklung    |
| Minister                                                    |                                                             | |
| Ágio Pereira                                                | Hermenegildo Ágio Pereira (CNRT)                            | Minister des Ministerrats                                                                                     |
|                                                             | Santina Viegas Cardoso (CNRT)                               | Ministerin für Finanzen MF                                                                                    |
|                                                             | Bendito Freitas (CNRT)                                      | Minister für Außenangelegenheiten                                                                             |
|                                                             | Amândio Benevides (CNRT)                                    | Minister für Justiz MJ († 20. Januar 2024)                                                                    |
|                                                             | Sérgio de Jesus Fernandes da Costa Hornai                   | Minister für Justiz MJ (ab 15. Februar 2024)                                                                  |
|                                                             | Tomás Cabral (CNRT)                                         | Minister für Staatsadministration MAE                                                                         |
|                                                             | Élia Amaral (CNRT)                                          | Ministerin für Gesundheit MS                                                                                  |
|                                                             | Dulce Soares (CNRT)                                         | Ministerin für Bildung                                                                                        |
|                                                             | José Honório da Costa Pereira Jerónimo (parteilos)          | Minister für Hochschulwesen, Wissenschaft und Kultur MESCC                                                    |
|                                                             | Gil da Costa Monteiro Oan-Soro (CNRT)                       | Minister für Angelegenheiten der Kämpfer der nationalen Befreiung                                             |
|                                                             | Samuel Marçal (CNRT)                                        | Minister für den öffentlichen Dienst MOP                                                                      |
|                                                             | Miguel Manetelu Marques (CNRT)                              | Minister für Transport und Kommunikation MTC                                                                  |
|                                                             | Filipus Nino Pereira (PD)                                   | Minister für Handel und Industrie MCI                                                                         |
|                                                             | Marcos da Cruz (CNRT)                                       | Minister für Landwirtschaft, Viehzucht, Fischerei und Forstwirtschaft                                         |
|                                                             | Pedro Klamar Fuik (parteilos)                               | Minister für Verteidigung MD                                                                                  |
|                                                             | Francisco Monteiro (CNRT)                                   | Minister für Erdöl und Mineralien MPM                                                                         |
|                                                             | Francisco da Costa Guterres (CNRT)                          | Minister für Inneres                                                                                          |
|                                                             | Verónica das Dores (CNRT)                                   | Ministerin für soziale Solidarität und Inklusion MSSI                                                         |
|                                                             | Nélio Isaac (CNRT)                                          | Minister für Jugend, Sport, Kunst und Kultur                                                                  |
|                                                             | Gastão de Sousa (PD)                                        | Minister für Projekte und strategische Investitionen                                                          |
| Vizeminister                                                |                                                             | |
|                                                             | Adérito Hugo da Costa (CNRT)                                | Vizeminister für parlamentarische Angelegenheiten                                                             |
|                                                             | Hélder Lopes (CNRT)                                         | Vizeminister für Finanzen VMF (1. Juli – 13. September 2023)                                                  |
|                                                             | Felícia Carvalho                                            | Vizeminister für Finanzen VMF (seit 15. September 2023)                                                       |
|                                                             | Milena da Costa Rangel (parteilos)                          | Vizeministerin für ASEAN-Angelegenheiten                                                                      |
|                                                             | Paulo Remédios (CNRT)                                       | Vizeminister für die Stärkung der Institutionen                                                               |
|                                                             | José dos Reis Magno (CNRT)                                  | Vizeminister für die Stärkung der Gesundheitsinstitutionen                                                    |
|                                                             | Flávio Brandão (PD)                                         | Vizeminister für Operationalisierung der Krankenhäuser                                                        |
|                                                             | Júlio do Carmo (PD)                                         | Vizeminister für Infrastruktur                                                                                |
|                                                             | Jacinto Rigoberto (CNRT)                                    | Vizeminister für Staatsadministration                                                                         |
|                                                             | Augusto Trindade (PD)                                       | Vizeminister für Handel                                                                                       |
|                                                             | Céu Brites (parteilos)                                      | Vizeministerin für soziale Solidarität und Inklusion                                                          |
| Staatssekretäre                                             |                                                             | |
|                                                             | Elvina de Sousa Carvalho (PD)                               | Staatssekretärin für Gleichberechtigung                                                                       |
|                                                             | Expedito Dias Ximenes (parteilos)                           | Staatssekretär für soziale Kommunikation SECOMS                                                               |
|                                                             | Jaime Xavier Lopes (CNRT)                                   | Staatssekretär für Grundbesitz und Eigentum SETP                                                              |
|                                                             | Domingos Lopes Lemos (CNRT)                                 | Staatssekretär für das Sekundarschulwesen und die technischen Schulen                                         |
|                                                             | Santos Noronha (CNRT)                                       | Staatssekretär für Elektrizität, Wasserversorgung und Abwasserentsorgung                                      |
|                                                             | Jorge Soares Cristóvão (CNRT)                               | Staatssekretär für Kunst und Kultur                                                                           |
|                                                             | Domingos dos Santos da Conceição (CNRT)                     | Staatssekretär für Fischerei                                                                                  |
|                                                             | José Vieira de Araújo                                       | Staatssekretär für Viehzucht                                                                                  |
|                                                             | Ferdinando Vieira (PD)                                      | Staatssekretär für Forstwirtschaft                                                                            |
|                                                             | Arsénio Pereira da Silva (CNRT)                             | Staatssekretär für Kooperativen SECOOP                                                                        |
|                                                             | Rogério Araújo Mendonça (CNRT)                              | Staatssekretär für Berufsbildung und Beschäftigungspolitik                                                    |
|                                                             | Mateus dos Santos Talo                                      | Staatssekretär für lokale Entwicklung                                                                         |
|                                                             | Germano Santa Brites Dias (CNRT)                            | Staatssekretär für Toponymie und Städteplanung im Ministerium für Staatsadministration SEATOU                 |
|                                                             | Domingos Mariano Reis (PD)                                  | Staatssekretär für Zivilschutz SEPC                                                                           |
|                                                             | César da Silva dos Santos Merak                             | Staatssekretär für Veteranen                                                                                  |

## Geschehen

### Antritt
Bei den Parlamentswahlen in Osttimor 21. Mai 2023 fuhr die FRETILIN, die größte Partei auf die sich die VIII. Regierung stützte, das bisher schlechteste Ergebnis ihrer Geschichte ein und wurde nur zweitstärkste Kraft. Auch die Partidu Libertasaun Popular (PLP) von Premierminister Taur Matan Ruak und der dritte Koalitionspartner KHUNTO erhielten nur wenige Sitze. Großer Gewinner war der CNRT mit 31 der 65 Sitzen im Nationalparlament. Er bildete nun mit der PD die neue Regierungskoalition. Die Regierung steht in der Kritik, da in ihr mehrere „Autonomisten“ Mitglied sind, also Befürworter einer Autonomie Osttimors innerhalb Indonesien, während des Unabhängigkeitsreferendums 1999. Politiker warfen sich gegenseitig vor, für ausländische Interessen zu arbeiten, zum Beispiel bei der Debatte über die Entwicklung des Erdgasfelds Greater Sunrise.
Am 29. Juni empfing Staatspräsident José Ramos-Horta den designierten neuen Premierminister Xanana Gusmão und unterzeichnete am Tag darauf das Dekret 59/2023 der Ernennung der neuen Regierung. Die Vereidigung der Regierung fand am 1. Juli um 16 Uhr Ortszeit beim Präsidentenpalast Osttimors statt. Ramos-Horta kündigte an, dass er nach einigen Monaten die Leistungen der einzelnen Regierungsmitglieder bewerten werde und jene, welche die Vorgaben nicht erfüllen, ersetzen werde. Während der bisherige Premierminister Taur Matan Ruak bei der Zeremonie anwesend war, fehlten die Führer der FRETILIN, Marí Alkatiri und Francisco Lú-Olo Guterres.
Für die ersten 120 Tage seiner Regierung kündigte Gusmão in seiner Antrittsrede eine Reihe von Rücknahme von Gesetzen der Vorgängerregierungen. So sollte die Schaffung der Sonderverwaltungsregion Oe-Cusse Ambeno und der Gemeinde Atauro zurückgenommen werden. Atauro sollte seinen Status als Gemeinde wieder verlieren, „da die Insel über keinerlei Infrastruktur und Logistik verfügt“, wie „Straßen, Strom, Wasser, Hafen und Flughafen“. Rechnungshof, Anti-Korruptions-Kommission und Staatsanwaltschaft sollten „wegen der Umsetzung von Programmen und der fehlenden Vergabeverfahren für viele Projekte“ sowie die Kommission für den öffentlichen Dienst und die Generalinspektion des Staates (Inspeção-Geral do Estado) „wegen illegaler Einstellungen und der Beendigung von Verträgen ohne Begründung“ zu überprüfen. Auch der Wahlbetrug, der durch die Wahlbehörden bei den letzten Parlamentswahlen begangen worden sei, solle untersucht werden. Das Management der nationalen Erdölgesellschaft Timor Gap E.P. und die Regulierungsbehörde für Erdöl und Mineralien (ANPM) sollten sofort umstrukturiert werden, um effizienter zu werden. Noch im September wurde die ANPM in die Autoridade Nacional do Petróleo (ANP) und die Autoridade Nacional dos Minerais (ANM) aufgespalten.
Dem Wissenschaftlichen Polizei für kriminalpolizeiliche Ermittlungen (PCIC) fehle es an Integrität und Professionalität und müsse umstrukturiert werden. Genauso der Nationale Nachrichtendienst (SNI). Bei der Nationalpolizei (PNTL) sollte die „illegale Zwangspensionierung“ von Dutzenden Beamten geprüft werden. Gleichzeitig müsse man „alle PNTL-Beamten, die geschworen haben, einer bestimmten Partei zu dienen, darauf hinweisen, dass sie den Schwur aufgeben oder andernfalls die Truppe verlassen müssen“. Für den Beitritt Osttimors zu den ASEAN hielt Gusmão das Land noch nicht für bereit. Ramos-Horta hatte in seiner Rede an die neue Regierung betont, der Beitritt zu den ASEAN sei „ein nationales strategisches Ziel“ mit „Vorrang vor allen anderen Prioritäten“.
Gegen die Probleme im Land mit der Portugiesischen Sprache sollten in allen Verwaltungsämtern Zentren für Lernen und schulische Ausbildung (Centros de Aprendizagem e Formação Escolar CAFE) gegründet werden, die Portugal mitfinanziert. Die von Osttimor angestrebte Gaspipeline vom Greater-Sunrise-Feld in der Timorsee sollte verwirklicht werden. Die endgültige Festlegung der Land- und Seegrenze zu Indonesien sei „eine nationale Priorität“. Die Regierung werde sich auf die grundlegende Infrastruktur konzentrieren, „sowohl im Gesundheits- als auch im Bildungssektor“. Die Wirtschaft werde gefördert, angefangen bei der Landwirtschaft, der Fischerei, der Viehzucht, dem Tourismus und der Einführung kleiner und mittlerer Industrien. Im Justizsektor soll ein Oberster Gerichtshof geschaffen werden, dessen verfassungsmäßigen Aufgaben bisher das Berufungsgericht Osttimors erfüllt. Die „qualitativ hochwertige Ausbildung von Richtern und Staatsanwälten“ solle „an die aktuellen Gegebenheiten des Landes“. Lokale Selbstverwaltung und eine schrittweise Dezentralisierung der Regierungen sollten vorangetrieben und die Gemeinden Vertreterversammlungen bekommen. Neben der Agência Nacional para a Avaliação e Acreditação Académica sollte eine Koordinierungskommission der Universitäten und Hochschulen eingerichtet und die Zahl von Studienstipenden verdoppelt werden. Die Installation eines Glasfaserkabels für bessere Internet-Verbindungen und der nationalen Elektrifizierung sollten abgeschlossen werden. Neue Arbeitsprogramme für osttimoresische Saisonalarbeiter im Ausland sollten vereinbart werden.

### ASEAN
Am 3. August 2023 erklärte Xanana Gusmão, Osttimor werde als demokratischer Staat den ASEAN nicht beitreten, solange Militärregierungen, wie in Myanmar, im Bündnis akzeptiert werden.

«Enquanto for primeiro-ministro não entra na ASEAN se a ASEAN não convence a junta militar, se não encontrar uma solução. Somos uma democracia . Podemos ter problemas, mas não há golpes de Estado, há respeito pelas eleições presidenciais e parlamentar, mostrando ao mundo que nós temos uma cultura democrática.»

„Solange ich Premierminister bin, werde ich der ASEAN nicht beitreten, wenn die ASEAN die Militärjunta nicht überzeugt, wenn sie keine Lösung findet. Wir sind eine Demokratie. Wir mögen Probleme haben, aber es gibt keine Staatsstreiche, wir respektieren die Präsidentschafts- und Parlamentswahlen und zeigen der Welt, dass wir eine demokratische Kultur haben.“

Die Militärregierung Myanmars wies daraufhin den Charge d'Affaires der osttimoresischen Botschaft aus dem Land aus. Die oppositionelle FRETILIN stellte sich in der Angelegenheit hinter die Regierung.
Beim folgenden ASEAN-Gipfel Anfang September ermunterte die ASEAN Osttimor, weiterhin daran zu arbeiten, die Voraussetzungen für einen Beitritt zu erfüllen. Den fehlenden Repräsentanten Osttimors bei den ASEAN, den die Organisation einforderte, vereidigte Präsident Ramos-Horte bereits am 15. September. Natércia Cipriana Coelho da Silva wurde die erste Inhaberin des Amtes, mit Sitz in Jakarta. Beim selben Termin wurde Felícia Carvalho als neue stellvertretende Finanzministerin vereidigt. Ihr Vorgänger Hélder Lopes hatte zwei Tage vorher das Amt des Gouverneurs der Zentralbank von Osttimor übernommen.

### Berichtigung des Staatshaushalt 2023
Am 29. August 2023 wurde die Berichtigung des Staatshaushalt verkündet. Er wurde an die neue Aufteilung der Exekutive angepasst und um 195,62 Millionen US-Dollar auf 1,96 Milliarden US-Dollar gekürzt. Atauro wurden 10 der 13 Millionen US-Dollar aus seinem Sonderentwicklungsfond abgezogen. Auch eine Reihe von Änderungen im Steuerrecht wurde zur Bekämpfung der Inflation beschlossen, oft Zurücksetzungen von Maßnahmen der vorherigen Regierung. Die Verdopplung des Einfuhrzolls auf 5 Prozent und die Verbrauchssteuer auf Zucker und Süßigkeiten von einem Dollar pro Kilo wurden abgeschafft.

### Oe-Cusse Ambeno

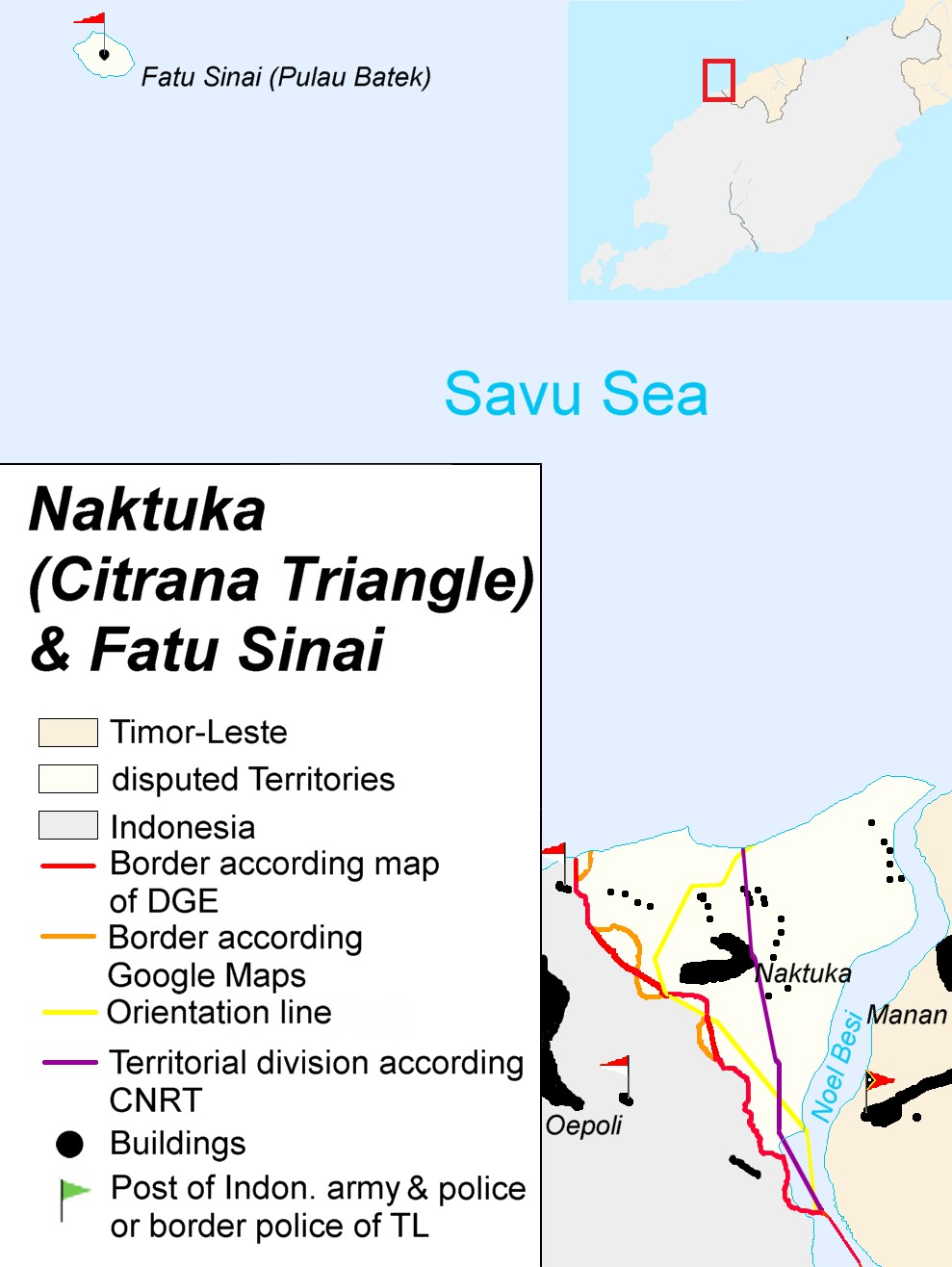
Naktuka und Fatu Sinai mit den verschiedenen Grenzlinien

Bereits in seiner Antrittsrede hatte Gusmão angekündigt, die Autonomie der Exklave Oe-Cusse Ambeno wieder einzuschränken. Die Behörde der Sonderverwaltungsregion Oe-Cusse Ambeno (ARAEO) sollte unter eine bessere Kontrolle gestellt und alle ihre Aktivitäten überprüft werden. Im neuen Staatshaushalt 2023 musste Oe-Cusse Ambeno muss auf 36,24 der für sie veranschlagten 120 Millionen US-Dollar verzichten. Am 24. Januar 2024 wurde Rogério Lobato zum neuen Präsidenten der Autonomiebehörde von Oe-Cusse Ambeno ernannt. Er löste damit den einheimischen Arsénio Bano von der FRETILIN ab.
2023 wurde im mit Indonesien umstrittenen Citrana-Dreieck durch ein binationales, technisches Team eine neue Grenzlinie gezogen, ohne die lokale Bevölkerung mit einzubeziehen. Die Mitarbeiter waren angewiesen worden, nicht mit anderen über das Setzen der 70 Metallrohre zu sprechen, die die Linie markierten. Es sei ein „Staatsgeheimnis.“ Ein Grenzvertrag, der die neue Grenzlinie bestätigt, sollte am 26. Januar bei einem Besuch Gusmãos in Jakarta unterzeichnet werden. Osttimor hätte damit auf 270 Hektar Land rund um das Dorf Naktuka verzichtet. Für über 1500 Osttimoresen würde dies die Ernährungssicherheit gefährden. Laut Dorfbewohner war das Gebiet bereits in der Kolonialzeit Teil Osttimors. Die Felder wurden seit Jahrzehnten von Einwohnern Naktukas bestellt. Die Fundasaun Mahein (FM) konnte keinen Grund für die Aufgabe der territoriale Ansprüche durch die Regierung erkennen, sah aber die Gefahr für sozialen Unruhen und ein Wachsen der allgemeinen Unzufriedenheit. FONGTIL, die Dachorganisation der Nichtregierungsorganisationen Osttimors, forderte die Unterzeichnung des Grenzvertrages zu verschieben, beziehungsweise rief das Nationalparlament auf, den Vertrag nicht zu ratifizieren. Pedrito Vieira, Direktor von Rede ba Rai, einer Nichtregierungsorganisation, die sich für die Verteidigung von Landrechten einsetzt, betonte, dass man nicht wisse, auf welcher Grundlage die osttimoresische Regierung mit Indonesien verhandelt. Zudem kritisierte er die Geheimnistuerei, die bei einer nationalen Frage keinen Platz hätte. Vizepremierminister Mariano Sabino Lopes erklärte, man werde kein Stück Osttimors aufgeben, aber man werde nicht verteidigen, was nicht zum Land gehöre. Der Grenzvertrag wurde schließlich nicht in Jakarta unterzeichnet. Gusmão kündigte stattdessen an, selbst nach Oe-Cusse-Ambeno reisen zu wollen, um die Situation zu klären.
Der öffentliche Druck brachte die Regierung dazu, den Grenzvertrag nicht wie geplant zu unterzeichnen. Gusmão erklärte am 26. Januar, er habe bisher noch keine Entscheidung über den Sachverhalt getroffen und werde in den nächsten Tagen nach Oe-Cusse Ambeno reisen, um sich selbst ein Bild zu machen und mit den Leuten zu reden. In einer am 31. Januar veröffentlichten Stellungnahme des CNRT wurde erklärt, dass der Schiedsspruch zwischen den Niederlanden und Portugal zwar tatsächlich Naktuka vollständig Portugal zusprach, die historische Grenze zwischen den Reichen von Amfo'an (auf der niederländischen Seite) und Ambeno (auf der portugiesischen) sei aber der Fluss Noel Besi, so dass Naktuka gänzlich Indonesien gehören müsse. Die Unterhändler seien deswegen zu dem Schluss gekommen, Naktuka in zwei Hälften zu teilen, um einen Kompromiss zu finden, obwohl sich Amfo'an damit auch nicht zufrieden zeigte. Trotz der geschlossenen Vereinbarung habe man aber die Unterzeichnung des Grenzvertrages nun für weitere Verhandlungen verschoben. Der Stellungnahme angehängt, war ein Satellitenbild, auf dem Naktuka sogar in der Mitte halbiert wird, mit der Siedlung auf der indonesischen Seite und ein Blatt aus indonesischen Quellen, die deren Anspruch begründen.
Am 1. Februar besuchte Xanana Gusmão das Dorf Naktuka. Gusmão erklärte, er habe 2014, in seiner letzten Amtszeit als Premierminister, Indonesien versprochen, dass indonesische Bauern, die in Naktuka Land bewirtschaften, nicht vertrieben werden. Dem hätten damals die Bewohner Naktukas zugestimmt. Ein osttimoresischer Beamter des Landwirtschaftsministeriums der seit 1996 in Naktuka arbeitet, erklärte aber, er hätte dort noch nie Indonesier Landwirtschaft betreiben gesehen. Gusmão und Unterhändler Roberto Soares erklärten, dass die gesetzten Stangen keine neue Grenzlinie darstellen, sondern Orientierungspunkte für die Verhandlungen markieren. Die existierenden Grenzpunkte aus der Kolonialzeit würden die Grenzziehung zugunsten Osttimors unterstützen.

### Weiteres Geschehen
Am 12. Dezember 2023 verabschiedete das Parlament ein neues Gesetz für die Begnadigung von Verurteilten. Erste Nutznießer waren die wegen Unregelmäßigkeiten verurteilten ehemaligen Politikerinnen Emília Pires und Madalena Hanjam, denen zwei Tage später von Präsident Ramos-Horta ihre Strafen erlassen wurde. Gusmão hatte bereits nach der Verurteilung von Pires 2017 sich in einem offenen Brief von der Unschuld der Frauen überzeugt gezeigt. Er betrachtete sie als Opfer der „Ungerechtigkeit der Gerechtigkeit“. Im Oktober nannte Gusmão das Justizsystem für „unfähig und ungerecht“ und „zu anfällig für den Druck Dritter“. Das neue Begnadigungsgesetz solle „übermäßige rechtliche Strenge“ abmildern, mit welcher der Staatspräsident „Gesetzesmängel korrigiert“, insbesondere Gerichtsurteile, die aufgrund möglicher Gesetzesänderungen oder Justizfehler ungültig werden. Der Provedoria dos Direitos Humanos e Justiça (PDHJ) kündigte eine Überprüfung des Gesetzes an. Am 19. Februar 2024 erklärte das Oberste Gericht des Landes das Begnadigungsgesetz für verfassungswidrig und die Begnadigungen somit für ungültig.
Anfang 2024 kam die Fundasaun Mahein zu dem Schluss, dass ein großer Teil der timoresischen Öffentlichkeit glaubt, dass Politiker ihre Positionen missbrauchen, um private Vorteile zu erlangen und parteipolitische Interessen zu fördern, während sie die Grundbedürfnisse der Menschen ignorieren. FM wirft allen bisherigen Regierungen große Korruptionsfälle vor und dass Positionen und Verträge routinemäßig auf der Grundlage von Partei- und persönlichen Loyalitäten und Interessen vergeben werden. Diese werde zu einer gesellschaftlichen „Zeitbombe“.
Staatssekretär für Toponymie und Städteplanung Germano Santa Brites Dias ließ 2024 im Laufe des Jahres mehrmals in Dilis Stadtteilen Becora, Aitarac Laran, Aimutin, Culu Hun, Tasitolu und Bidau zahlreiche Wohnhütten und Verkaufsstände abreißen, die illegal im öffentlichen Raum errichtet worden waren. Einige Händler wurden auf den Markt in Manleuana verlegt. Der Abriss von weiteren ohne Genehmigung gebauten Bauten sollte folgen. Ziel ist es, den Wildbau in Dili zu beseitigen. Die Gemeindeverwaltung hatte dazu das Motto „Dili Hamurak“ (Dili Hakmatek, Moos no Furak, deutsch Dili ist friedlich, sauber und schön) ausgerufen. Bewohner der Schwarzbauten bekamen nach Angaben der Regierung Entschädigungen.